# Daniël Bouckaert
Daniël Ephrem Jean Odiel Bouckaert (Waregem, 17 mei 1894 - Assebroek, 26 december 1965) was een Belgisch ruiter met een specialisatie in voltige. 

## Levensloop
Hij won twee olympische gouden medailles op de Olympische Spelen van 1920 in Antwerpen.

## Palmares
Olympische Spelen van 1920 in Antwerpen:
- "Voltige - individueel" - 30.500 p
- "Voltige - team" - 87.500 p (met Maurice Van Ranst en Louis Finet)